# KDE Plasma 5
KDE Plasma 5 ist die fünfte Generation der von KDE primär für Linux-Systeme entwickelten Desktop-Umgebung. Es wurde im Juli 2014 erstmals veröffentlicht und ist der Nachfolger der KDE Plasma Workspaces 4.
KDE Plasma 5 wird auf Grundlage des als „KDE Frameworks 5“ bezeichneten Programmiergerüstes entwickelt, dessen wesentliches Ziel es ist, den Aufbau der Software modularer zu gestalten. Dies soll die Unterstützung jener Komponenten, die auch auf macOS und Windows laufen, auf ebendiesen Plattformen fördern.
Plasma 5 wurde mit dem neuen Theme Breeze (deutsch Brise) ausgestattet. Auch die geräteübergreifende Konvergenz wurde ausgebaut. Die grafische Benutzeroberfläche wurde vollständig neu in QML implementiert, das OpenGL für Hardwarebeschleunigung nutzt, wodurch die Leistung erhöht und Energie eingespart werden soll.
Seit 2023 wird KDE Plasma 5 nicht mehr aktiv weiterentwickelt. Der Nachfolger ist die sechste Generation der Desktop-Umbgebung: KDE Plasma 6.

## Überblick

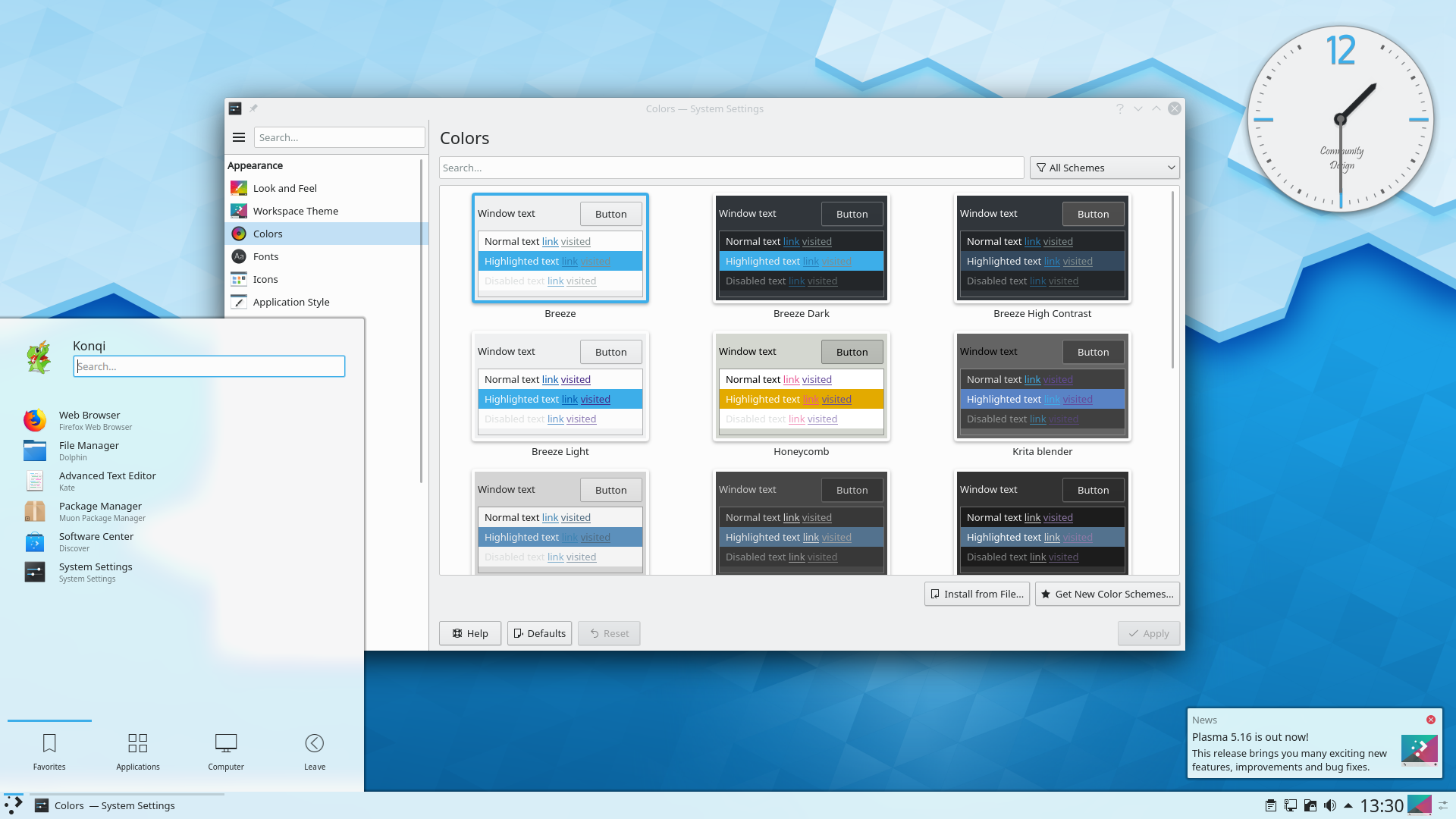
Erste Technologievorschau von Plasma 5

### Softwarearchitektur und Weiterentwicklung
KDE Plasma 5 wird mit Hilfe von Qt 5 und KDE Frameworks 5 programmiert. Plasma 5 bringt eine erweiterte Unterstützung für HiDPI-Displays. Plasma 5 verfügt über ein neues standardmäßig installiertes grafisches „Theme“ mit der Bezeichnung „Breeze“. Zu den technischen Änderungen gehört auch ein neuer hardwarebeschleunigter Grafikstack, der einen OpenGL(ES)-basierenden Szenengraph (Canvas) nutzt.

#### Converged Workspace Shell
Die Desktop-Umgebung enthält eine zusammengefasste grafische Shell, die automatisch zwischen Umgebungen für verschiedene Zielgeräte hin und her wechseln kann. Dies stellt eine der wesentlichen Änderungen für den normalen Benutzer beim Wechsel von Plasma 4 auf Plasma 5 dar: Während die vierte Generation noch für jeden Gerätetyp (beispielsweise ein Netbook) eine fixe Art der Arbeitsplatzumgebung vorsah (eben beispielsweise den für Netbooks optimierten „Workspace“), enthält die fünfte Generation einen „Converged Workspace Shell“ (zusammengefasste Arbeitsplatz-Shell).
Diese „zusammengefasste“ Shell ist eine einzige flexible Oberfläche, die mit verschiedenen Gerätetypen umgehen kann und dazu sofort und automatisch zwischen verschiedenen Ansichten hin- und herschaltet. Die Oberfläche eines Tabletcomputers kann sich beispielsweise in einen ansonsten vom PC bekannten Desktop verwandeln, sobald eine Tastatur und Maus angeschlossen werden.
Diese Änderungen wurden nach und nach in die Wayland-Display-Architektur von Plasma 5 integriert (siehe unten: „Implementierung von Wayland“). In der im Juli 2016 erschienenen Version 5.7 wurde beispielsweise die automatische Erkennung einer angeschlossenen Hardware-Tastatur implementiert: die virtuelle Bildschirmtastatur wird beim Anschließen einer Hardware-Tastatur automatisch deaktiviert und beim Entfernen der Hardware wieder automatisch aktiviert. Daneben konnte der Benutzer auch manuell eingreifen. Die Funktionen „Tabletmodus“ und „automatisch aktivierte virtuelle Bildschirmtastatur“ (Qt Virtual Keyboard) standen jedoch nur bei einer (in den 2010er-Jahren nicht standardmäßigen) Nutzung der Display-Architektur Wayland zur Verfügung – nicht beim normalen Betrieb mit X11.

### Fenstersysteme
KDE Plasma 5 kann theoretisch die Back-Ends einer Reihe von Fenstersystemen verwenden, beispielsweise X11 oder Wayland für Linux oder BSD, Quartz für macOS oder GDI für Windows.

#### Hardwarebeschleunigter Szenengraph
Plasma 5 schließt die in KDE Plasma 4 begonnene Migration zu QtQuick ab. QtQuick 2, das in Qt 5 enthalten ist, verwendet einen hardwarebeschleunigten OpenGL(ES)-Szenengraph, um Bilder auf dem Bildschirm zusammenzusetzen und zu rendern. Dadurch können von der Rechenleistung her aufwändige Renderarbeiten in den Grafikprozessor verlagert werden, wodurch für den Hauptprozessor des Systems Ressourcen frei werden. Diese Technik ist darüber hinaus schneller und energiesparender.

#### Implementierung von Wayland
Ab der Version 5.4, die im August 2015 erschien, bietet KDE Plasma 5 Unterstützung zur Bildausgabe mit Hilfe der Wayland-Display-Architektur; diese Unterstützung war in der Version 5.4 aber noch unfertig („Technology Preview“), da einige Funktionen fehlten. Die Version 5.5 aus dem Dezember 2015 bot erstmals die Möglichkeit, eine technisch einfache und stabile Wayland-Sitzung zu starten. In der Version 5.6 aus dem März 2016 wurden im Bereich Wayland-Sitzung laut dem Projekt „signifikante Fortschritte“ erzielt. Ein produktiver Einsatz wurde jedoch noch nicht empfohlen.
Ab der Version 5.7 aus dem Juli 2016 waren einfache Arbeitsschritte einer Wayland-Sitzung laut den Entwicklern „voll funktionsfähig“; komplexere Arbeitsschritte funktionierten dagegen noch nicht ganz so gut wie unter X11, da sie noch nicht vollständig implementiert wurden.
Seit Oktober 2016 und der Version 5.8 LTS war die Wayland-Implementation laut Entwickler Martin Gräßlin bereit, um öffentlich getestet und in Richtung allgemeine Benutzbarkeit verfeinert zu werden („we are in a state to start the public beta“). Durch die Weiterentwicklungen in der Version 5.9 aus dem Januar 2017 war Wayland so weit, dass erfahrene Nutzer und Tester („enthusiastic followers“) mit Wayland-Sitzungen arbeiten konnten. Unter anderem wurde in 5.9 ein Konfigurationswerkzeug für Touchpads hinzugefügt.
Ab der Version 5.12 LTS vom Februar 2018 war der Plasma-Desktop vollständig unter Wayland funktionsfähig; X11 wurde für Plasma nicht mehr benötigt. Die Plasma-Entwickler gaben außerdem eine Nutzergarantie für Wayland, dass im Supportverlauf der Version 5.12 LTS Fehler unter Wayland fortlaufend behoben würden.
Laut Entwickler Jan Grulich sollte Wayland im Laufe des Jahres 2019 in KDE Plasma genau so gut funktionieren wie die ältere Technik X11. In Version 5.14 vom Oktober 2018 habe es noch Probleme mit Remote-Desktop-Funktionen gegeben. Im Juni 2019 (Version 5.16) gab es laut KDE Community Wiki beispielsweise noch ein gravierendes Problem („Showstopper“) mit Nvidia-Grafikkarten. Auch die Fernwartung durch Zugriff auf den persönlichen Computer über das Internet (remote support), beispielsweise durch TeamViewer, funktionierte in der Version 5.16 nur teilweise.
Die Funktion der automatischen Bildschirmdrehung für Tabletcomputer (mit Beschleunigungssensor) wurde in der Version 5.18 im Februar 2020 (ausschließlich mit Wayland) funktionsfähig integriert. Für das Ziehen und Ablegen wurde in der Version 5.19 der Cursor funktionsfähig gemacht.
Dennoch war Wayland bis Mitte 2020 aufgrund von weiter vorhandenen gravierenden Fehlern nicht für den produktiven Einsatz geeignet, und die X11-Architektur blieb weiterhin in der Praxis die Standardarchitektur von KDE Plasma. In Kommentaren von Benutzern im Internet wurde diese Entwicklung im Januar 2020 als sehr langsam kritisiert.
Mit der Version 5.20 aus dem Oktober 2020 wurde die Zwischenablage („Klipper“) mit Wayland funktionsfähig gestellt. Auch das Desktop-Sharing („screencasting“) funktionierte ab Version 5.20.
David Wolski schrieb im Februar 2021 auf Heise Online über die Fortschritte, die Wayland in der Version 5.21 gemacht hatte: „Sofern der Grafikchip mitspielt, ist Wayland ab KDE Plasma 5.21 eine ernst zu nehmende Alternative zu X11.“
Als erste Linux-Distribution setzte Fedora seit April 2021 (Version 34) Wayland als Standard-Displayarchitektur mit KDE Plasma 5.22 ein und bot X11 lediglich als Option an. Das Kubuntu-Entwicklungsteam entschied sich hingegen umgekehrt, Wayland in der Version mit Langzeitunterstützung Kubuntu 22.04 LTS nicht als Standard-Displayarchitektur einzusetzen; stattdessen ist dazu das Paket „plasma-workspace-wayland“ zusätzlich zu installieren.

### Verbreitung
Nach einer Umfrage von LinuxQuestions.org war KDE Plasma im Jahre 2017 noch vor Xfce die am weitesten verbreitete Desktop-Umgebung auf dem Linux-Desktop.

### Entwicklung und Veröffentlichungszyklus
Seit die KDE Software Compilation in die drei Bestandteile KDE Plasma, KDE Frameworks 5 und KDE Applications aufgeteilt wurde, kann jedes dieser Unterprojekte seine Entwicklungsarbeit im eigenen Tempo vorantreiben. Das Projekt „KDE Plasma 5“ hat seinen eigenen Veröffentlichungszyklus, wobei alle drei Monate eine Hauptversion (Feature Release) erscheint und in der dazwischenliegenden Zeit jeweils Fehlerbehebungsversionen erscheinen.
| Version                              | Datum         | Neuerungen |
| ------------------------------------ | ------------- | --- |
| 5.0                                  | 15. Juli 2014 | Ersterscheinung |
| 5.1                                  | 15. Okt. 2014 | fehlende Funktionen von Plasma 4 implementiert |
| 5.2                                  | 27. Jan. 2015 | Neue Funktionen: - BlueDevil – Integrierte Bluetooth-Technologie in den Plasma- und KDE-Anwendungen - KSSHAskPass – front-end for ssh-add which stores the password of the ssh key in KWallet - Muon – Eine Paketkollektion an Manage Tools für Debian basierende System, die den apt-xapian index und den Synaptic-Suchalgorithmus benutzt - sddm-kcm – Konfigurationsmodule für die SDDM-Themen - KScreen – Display Verwaltungssoftware in den KDE Systemeinstellungen, die den KDE Daemon und KGlobalAccel benutzt - kde-gtk-config – GTK 2 und 3 Style Konfigurierer - KDecoration – Fensterdekorationseinstellungen |
| 5.3                                  | 28. Apr. 2015 | Vorschau des Plasma Media Center; neue Bluetooth und Touchpad Applets; verbessertes Energiemanagement |
| 5.4                                  | 25. Aug. 2015 | Wayland Session hinzugefügt, neues QML-basierendes Audio Applet, und einen alternativen Vollbild-Launcher |
| 5.5                                  | 8. Dez. 2015  | verbesserte Wayland Unterstützung |
| 5.6                                  | 22. März 2016 | Sicherheit erhöht |
| 5.7                                  | 5. Juli 2016  | Wayland: „basic workflows now fully functional“; Automatische Bildschirmtastatur (falls nötig) |
| 5.8 LTS                              | 4. Okt. 2016  | erste Langzeitsupport-Version (englisch kurz LTS) |
| 5.9                                  | 31. Jan. 2017 | Wayland-Verbesserungen; globales Einstellungsmenü |
| 5.10                                 | 30. Mai 2017  | Performance-Verbesserungen |
| 5.11                                 | 7. Nov. 2017  | Systemeinstellungen haben ein neues Design; Benachrichtigungsverlauf, Plasma-Vaults wurden hinzugefügt, Wayland-Verbesserungen |
| 5.12 LTS                             | 6. Feb. 2018  | Stabilität und Geschwindigkeit verbessert und besserer Wayland-Support |
| 5.13                                 | 12. Juni 2018 | Integration mit Nicht-KDE-Browsern; neue Designs und Anmeldebildschirme; verbesserte Discover-Oberfläche; neuer Bildschirmlayout-Auswahldialog bei Verbindung eines neuen Bildschirms |
| 5.14                                 | 9. Okt. 2018  | GTK-Einstellungen in den Systemeinstellungen, Wayland-Support verbessert |
| 5.15                                 | 12. Feb. 2019 | virtuelle Desktopunterstützung durch Wayland; Touch-Drag-&-Drop; die XdgStable-, XdgPopups- und XdgDecoration-Protokolle sind jetzt komplett implementiert |
| 5.16                                 | 11. Juni 2019 | Benachrichtigungssystem mit Nicht-Stören-Modus, Gruppierungen im Benachrichtigungsverlauf, kritische Benachrichtigungen werden jetzt auch in Vollbild Anwendungen gezeigt und die Benachrichtigungen von Dateiprozessen (z. B. kopieren) wurde verbessert; Waylandsupport von proprietären NVIDIA-Treibern; volle Unterstützung für WireGuard-VPNs; volle Touchpadkonfigurationsmöglichkeit auf X11 mit Libinput; modernerer Anmelde-, Sperr- und Lockout-Bildschirm; UI-Verbesserungen |
| 5.17                                 | 15. Okt. 2019 | Nachtfarben sind für X11 verfügbar; Plasma erkennt jetzt, wenn ein Programm im Vollbild-Modus läuft und verhindert Pop-ups; Wayland: Plasma unterstützt teilweise Skalierung |
| 5.18 LTS                             | 11. Feb. 2020 | einfachere Systemeinstellungen, interaktive Benachrichtigungen, Emojis; neue Hintergründe und verbesserte GTK-Anwendungsintegration |
| 5.19                                 | 9. Juni 2020  | neues Taskmanager-Widget und Infozentrum-Anwendung; verbesserte Systemsichtbarkeit und -interaktion; Zeitzonen sind jetzt im Uhr-Apllet Pup-up sichtbar; Antwortfunktion bei Benachrichtigungen von unterstützten Anwendungen (z. B. KDE-Connect, und WhatsApp); globale Einstellung der Animationsgeschwindigkeit |
| 5.20                                 | 13. Okt. 2020 | S.M.A.R.T.-Plattenüberwachung, Fokuseinstellungen in Systemeinstellungen; standardmäßig sind nur noch Icons in der Taskleiste und das Uhr-Applet zeigt das Datum, neudesignte Status-OSDs, mehr Optionen und Verbesserungen beim Wechseln zwischen gruppierten Task-Manager-Tasks; Fenstereckenspringen-Hotkeys, justierbare Lautstärke per Taste; Mittelklick auf das Benachrichtigungsicon um in den Nicht-Stören-Modus zu wechseln; Wayland: Bildschirmaufnahme-Unterstützung, geteilte Zwischenablage, Mittelklick zum Einfügen, Fenster Thumbnails und justierte die Scrollgeschwindigkeit                          |
| 5.21                                 | 16. Feb. 2021 | neues Anwendungsmenü bietet eine großzügigere Programmübersicht; Wayland-Unterstützung von angeschlossenen Bildschirmen mit unterschiedlichen Bildwiederholfrequenzen |
| 5.22                                 | 8. Juni 2021  | |
| 5.23                                 | 14. Okt. 2021 | Ausgabe zum 25-jährigen Jubiläum von KDE: verbessert wurde u. a. die Wayland-Unterstützung und die Widgets; die Systemeinstellung und die Optik wurde in Details überarbeitet |
| 5.24 LTS                             | 8. Feb. 2022  | lokal heruntergeladene Flatpaks können mit Discover installiert und deren Softwarequellen automatisch hinzugefügt werden; Verbesserungen bei Wayland in den Bereichen Farbtiefe und VR-Headsets und bei Spectacle; die virtuelle Tastatur erscheint nur, wenn sie wirklich genutzt werden soll oder kann |
| 5.25                                 | 14. Juni 2022 | |
| 5.26                                 | 11. Okt. 2022 | |
| 5.27 LTS                             | 14. Feb. 2023 | geplante letzte Version von Plasma 5 (Nachfolger: Plasma 6) |
| Legende:Alte VersionAktuelle Version |               | |

## Entwicklung des Nachfolgers Plasma 6
Nach rund 9 Jahren endete die aktive Weiterentwicklung von KDE Plasma 5. Das KDE-Projekt arbeitete ab Herbst 2023 bereits am Nachfolger von Plasma 5. Anders als noch beim Upgrade von Version 4, wo es eine Namensänderung gab, wurde der Nachfolger Plasma 6 genannt. Eine erste Alpha-Version erschien am 8. November 2023. Der Release Candidate 1 erschien am 10. Januar 2024. Eine erste stabile Version wurde am 28. Februar 2024 veröffentlicht.

## Einsatz in der Praxis

### Personalcomputer und Tabletcomputer
KaOS verwendet Plasma 5 seit dem 24. Februar 2015. Die Version 15.04 von Kubuntu, die im April 2015 veröffentlicht wurde, setzte dann als zweite Distribution Plasma 5 als Standard-Arbeitsplatzumgebung ein. Der Fedora KDE-Spin nutzt ab Version 22, die im Mai 2015 erschienen ist, standardmäßig Plasma 5. Linux Mint setzte Plasma 5 seit September 2016 und der Hauptausgabe 18 „Sarah“ (KDE-Variante) standardmäßig ein und ersetzte damit KDE Plasma 4. Debian setzt ebenfalls offiziell Plasma 5 seit der Veröffentlichung von Debian 9 („Stretch“) am 17. Juni 2017 ein.

## Geplante Projekte

### Mobiltelefon
Im Juli 2015 wurde eine frühe Entwicklerversion der für Smartphones optimierten Version von KDE Plasma 5 vorgestellt. Die „Plasma Mobile“ genannte Arbeitsfläche funktionierte bereits mit Einschränkungen auf dem damaligen Smartphone „Nexus 5“. Für den Sommer 2016 wurde von den Entwicklern eine benutzbare Version der Arbeitsfläche in Aussicht gestellt. In Zukunft sollten auch Android-Apps unterstützt werden, soweit dies lizenzrechtlich zulässig und technisch möglich sei. Zusammen mit weiteren Komponenten und Apps war das Ziel, ein komplettes KDE-Handysystem mit dem Namen „Plasma Phone“ zu entwickeln.

## Galerie

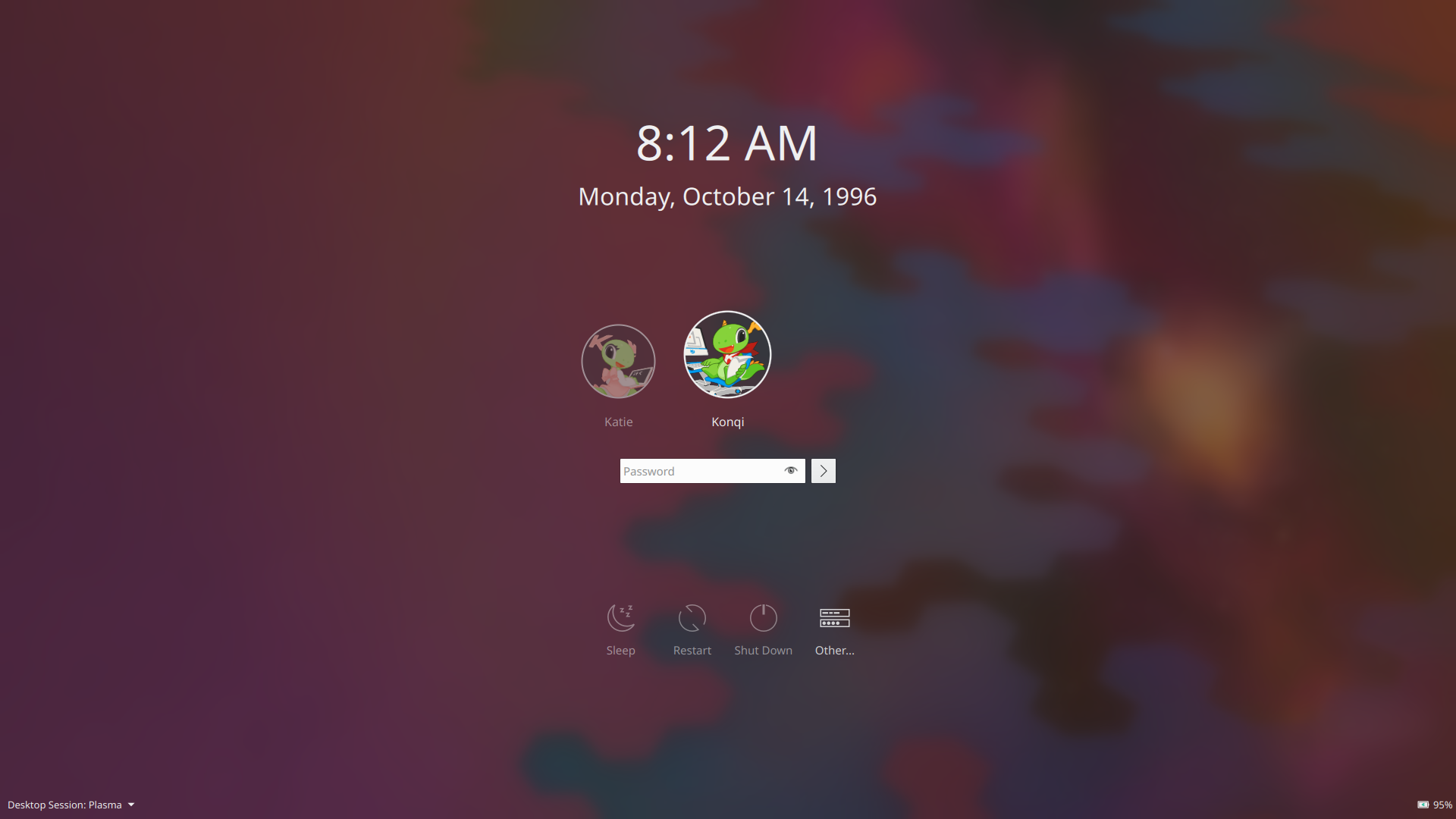
Anmelde-Bildschirm
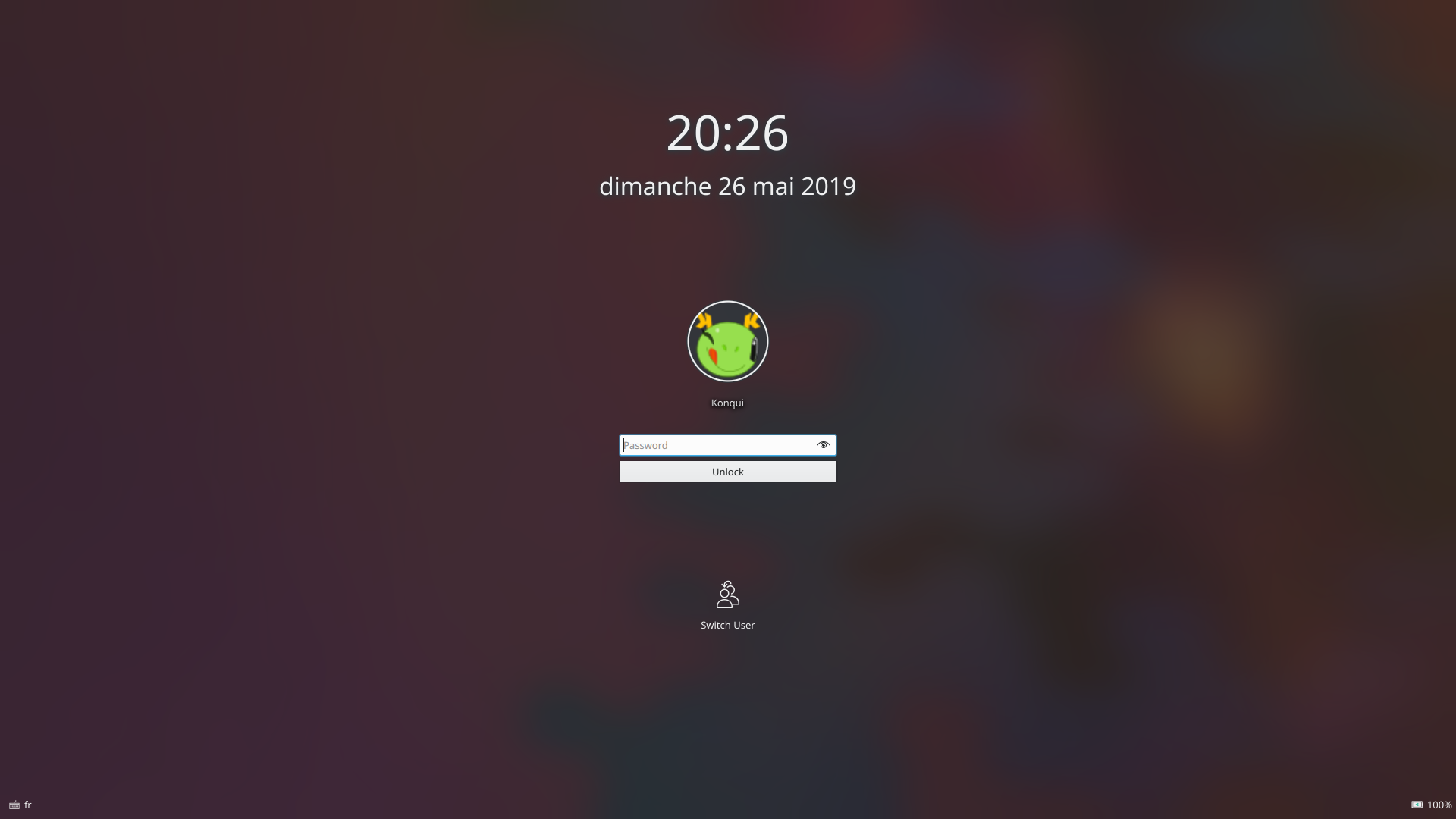
Sperren-Bildschirm
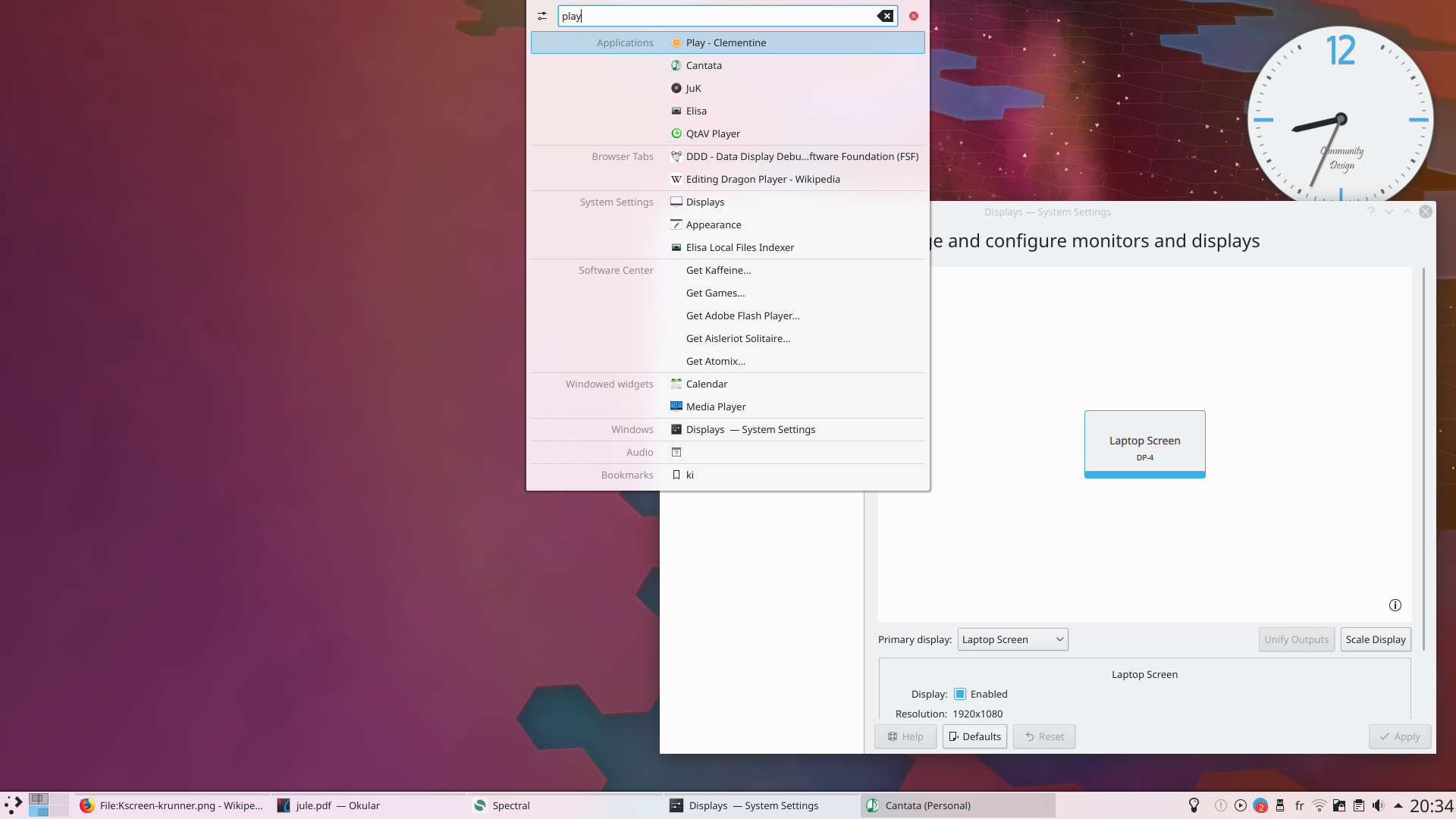
KRunner und Anzeigeeinstellungen
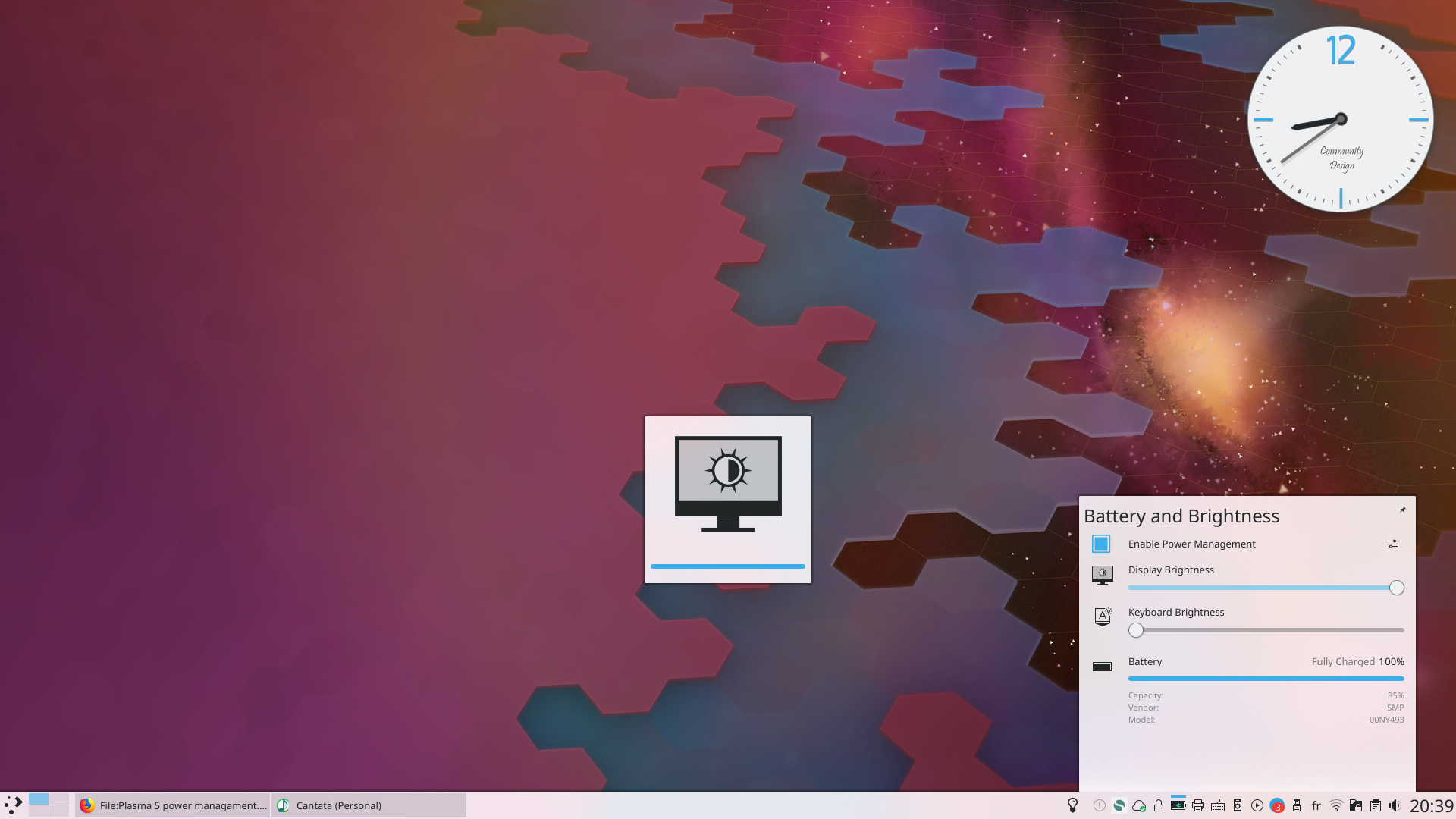
On-Screen-Display für Energiemanagement und Helligkeit
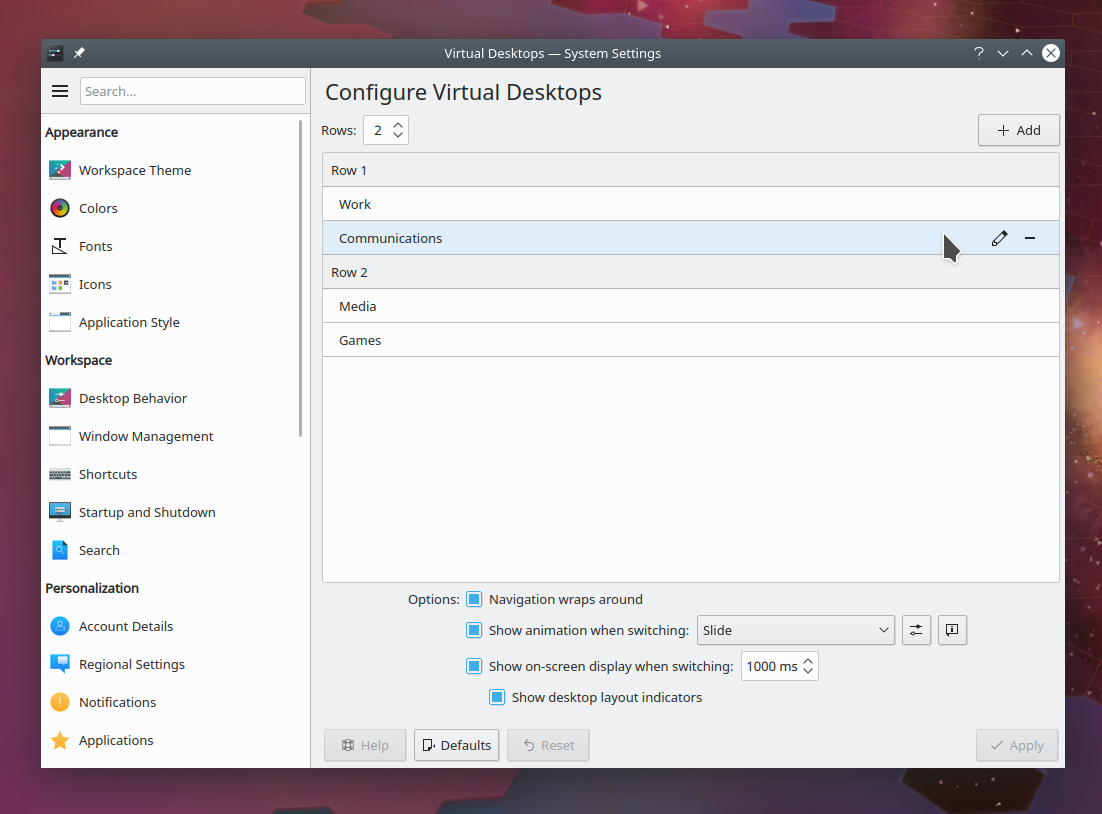
Systemeinstellungen
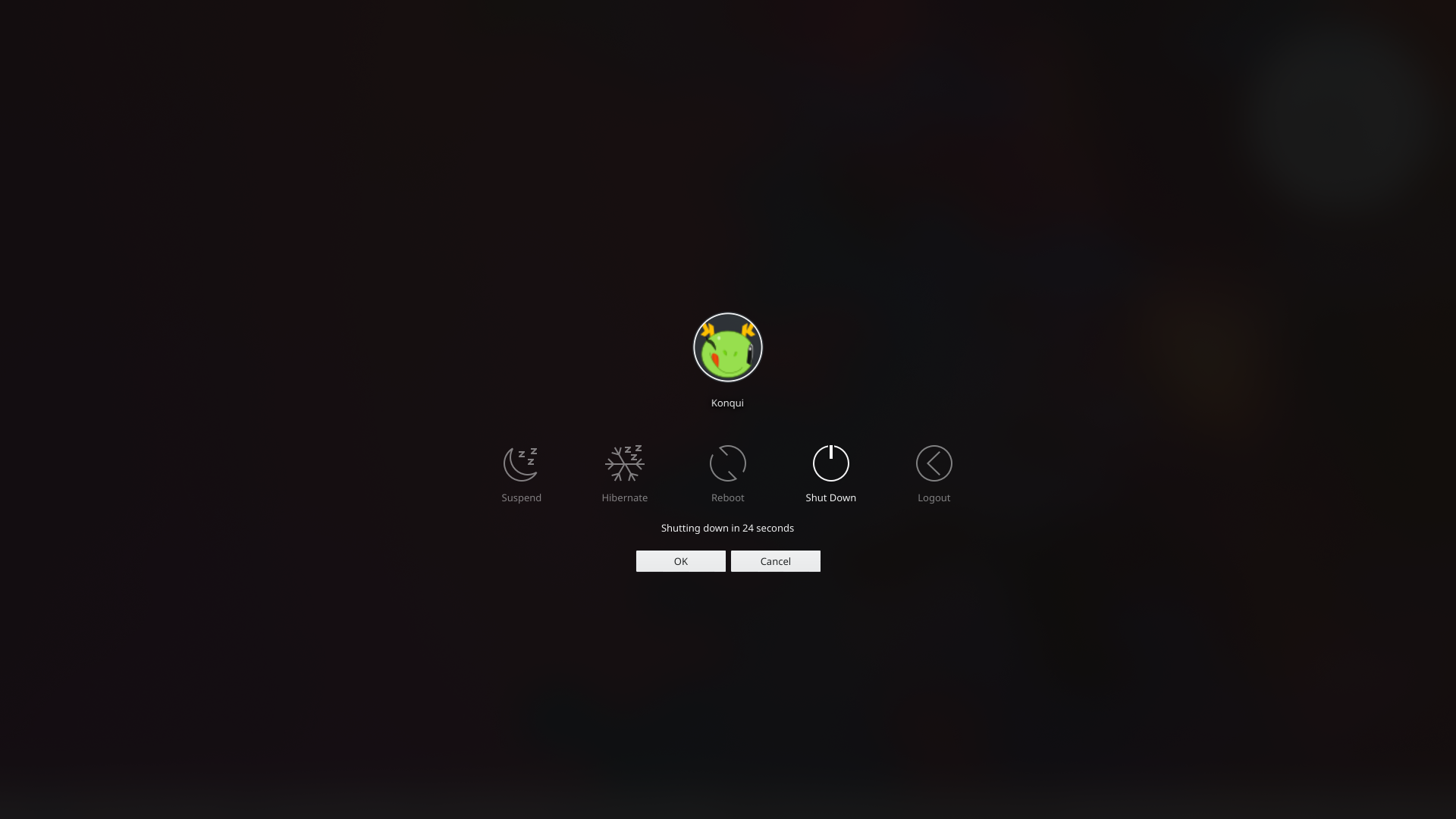
Herunterfahren-Bildschirm

## Rezeption
KDE behalte mit Plasma 5 das Bedienkonzept der Arbeitsfläche im Gegensatz zur Gnome Shell bei, was den Umstieg erleichtere. Die Desktopumgebung sei erstaunlich stabil. Einige Anwendungen seien zum Zeitpunkt der Veröffentlichung bislang nicht portiert. Dies sorge bei den Systemeinstellungen oder Kontact für Probleme.